# Општина Горњи Вакуф-Ускопље
Општина Горњи Вакуф-Ускопље је општина у Федерацији БиХ, БиХ. Ова општина припада Средњобосанском кантону. Сједиште општине се налази у граду Горњи Вакуф-Ускопље.

## Географија
Горњи Вакуф-Ускопље је смјештено у горњем току ријеке Врбас у Скопаљској долини која је дуга 27 km, а широка само 2 km. Окружен је планинама, Враницом са источне и Радушом са западне стране.
Лежи на четири ријеке: Врбасу, Бистричкој ријеци, Трновачи и Крушћици.
Надморска висина општине је од 670 до 2112 m. Општина захвата површину од 402,7 .
Клима у Горњем Вакуфу је изузетно погодна за развој повртларских култура, а поготово купуса. Клима је, услед веће надморске висине (за око 100 m), и близине великих планинских масива Вранице и Радуше оштрија у односу на умереноконтиненталну климу на подручју низводно уз Врбас.

## Становништво
По последњем службеном попису становништва из 1991. године, општина Горњи Вакуф је имала 25.181 становника, распоређених у 51 насељеном месту.
| Националност       | 1991.           | 1981.           | 1971.           |
| Муслимани          | 14.063 (55,84%) | 12.399 (55,27%) | 10.482 (54,18%) |
| Хрвати             | 10.706 (42,51%) | 9.574 (42,68%)  | 8.605 (44,48%)  |
| Срби               | 110 (0,43%)     | 133 (0,59%)     | 141 (0,72%)     |
| Југословени        | 158 (0,62%)     | 173 (0,77%)     | 18 (0,09%)      |
| остали и непознато | 144 (0,57%)     | 153 (0,68%)     | 98 (0,50%)      |
| Укупно             | 25.181          | 22.432          | 19.344          |

| Национални састав према попису из 2013. године‍ | Национални састав према попису из 2013. године‍ | Национални састав према попису из 2013. године‍ | Национални састав према попису из 2013. године‍ | Национални састав према попису из 2013. године‍ |
| ---------------------------------------------- | ---------------------------------------------- | ---------------------------------------------- | ---------------------------------------------- | ---------------------------------------------- |
|                                                |                                                |                                                |                                                |                                                |
| Бошњаци                                        | Бошњаци                                        |                                                | 12.004                                         | 57,34%                                         |
| Хрвати                                         | Хрвати                                         |                                                | 8.660                                          | 41,37%                                         |
| Срби                                           | Срби                                           |                                                | 30                                             | 0,14%                                          |
| остали                                         | остали                                         |                                                | 239                                            | 1,14%                                          |
| укупно: 20.933                                 |                                                |                                                |                                                |                                                |

## Насељена места
Батуша, Бистрица, Бојска, Бољковац, Борова Раван, Црквице, Цврче, Доброшин, Доња Ричица, Дражев Дол, Дуратбегов Долац, Душа, Гај, Галичица, Горња Ричица, Горњи Мрачај, Горњи Вакуф, Грница, Храсница, Хумац, Јагњид, Јелаче, Јелићи, Козице, Крупа, Куте, Лужани, Мачковац, Мрачај, Осредак, Пајић Поље, Палоч, Пидриш, Плоча, Подграђе, Придворци, Росуље, Сеферовићи, Сеоци, Смрчевице, Свилићи, Шугине Баре, Узричје, Вагањац, Валице, Вилић Поље, Вољевац, Вољице, Врсе, Застиње и Ждримци
После потписивања Дејтонског споразума, општина Горњи Вакуф у целини, ушла је у састав Федерације БиХ. На инсистирање хрватског дела становништва које град од рата назива Ускопље, прихваћен је службени нови назив града и општине Горњи Вакуф — Ускопље.